# 锥蜷
锥蜷（学名：Stenomelania plicaria），是吸螺類锥蜷科Stenomelania的一种。
台湾贝类资料库認為Stenomelania juncea Lea, 1850是本物種的異名，但WoRMS不認同。

## 分佈
本物種的模式產地位於菲律賓。
主要分布於，見於台湾的台北，宜蘭縣礁溪鄉，高雄縣，蘭嶼，屏東縣的滿州鄉、鵝鑾鼻、四重溪，花蓮縣壽豐鄉、大港口，台東縣成功鎮等各地，也見於日本西宮市及阿拉伯半島。
常栖息在河川、池塘。